# Nabitenga (Boulsa)
Pour les articles homonymes, voir Nabitenga.
Nabitenga est une localité située dans le département de Boulsa de la province du Namentenga dans la région Centre-Nord au Burkina Faso. 

## Éducation et santé
Le centre de soins le plus proche de Nabitenga est le centre de médical avec antenne chirurgicale (CMA) de la province à Boulsa.
Nabitenga possède une école primaire publique alimentée par des panneaux solaires.